# Thomas Dekker (auteur)
Pour les articles homonymes, voir Thomas Dekker.
Œuvres principales
- Le Jour de fête du cordonnier (1599)

Thomas Dekker (Londres, v. 1572 — Londres, 25 aout 1632) est un dramaturge  anglais contemporain de William Shakespeare. 

## Biographie
Son nom indiquerait une origine hollandaise. Au début de sa carrière, entre 1598 et 1604, il écrit une vingtaine de pièces de théâtre dont plus de la moitié sont des comédies, le reste étant des tragi-comédies et quelques tragédies. 
De caractère querelleur et emporté, il connait aussi la prison pour dettes.
En 1603, les autorités de Londres ferment les théâtres pour cause d'épidémie de peste. Dekker se fait alors critique social en étant aussi l'auteur de pamphlets sur la peste,

## Œuvres

### Théâtre
Il dépeint de façon satirique et vivante les bas-fonds de Londres, ainsi que les boutiquiers et les petits bourgeois. Sa pièce la plus connue est Le Jour de fête du cordonnier (1599). Il a également écrit d'autres pièces en collaboration avec d'autres auteurs, tels que Thomas Middleton, John Webster, John Ford ou Philip Massinger.
Au total, il est l'auteur de près de soixante pièces dont aucune n'approche la qualité de celles de ses contemporains Shakespeare, Marlowe ou Ben Jonson, avec qui il se querellait souvent. 

### Pamphlets de peste
Son premier pamphlet de peste est The Wonderful Year (1603), publié sous anonymat. Il publie ainsi sept pamphlets de 1603 à 1630, lors d'apparition ou de menace de peste à Londres.
Comme d'autres de son temps, Dekker voit la peste comme une punition divine des péchés, surtout ceux des gouvernants. Ses écrits sont brutalement réalistes. Satirique mordant, il relie la peste aux évènements politiques, aux péchés individuels et sociaux. Ainsi, dans son premier pamphlet, la peste coïncide avec l'avènement du roi Jacques Ier, vu comme le Dieu archer Apollon, celui qui guérit la peste après l'avoir envoyée. 
Dans les pamphlets suivants, il dédaigne les avis médicaux, considérant la repentance face à Dieu comme seule voie de guérison.   
Sa critique est sociale : si tous les péchés mettent Dieu en colère, ce sont les péchés contre les pauvres et les déshérités qui font envoyer la peste. Il dénonce alors la surpopulation de Londres qui vit dans la saleté, la misère et les famines. Il s'indigne de la réponse des autorités qui consiste à enfermer, chez eux, les pauvres atteints de peste pour les laisser mourir.  

## Titres principaux

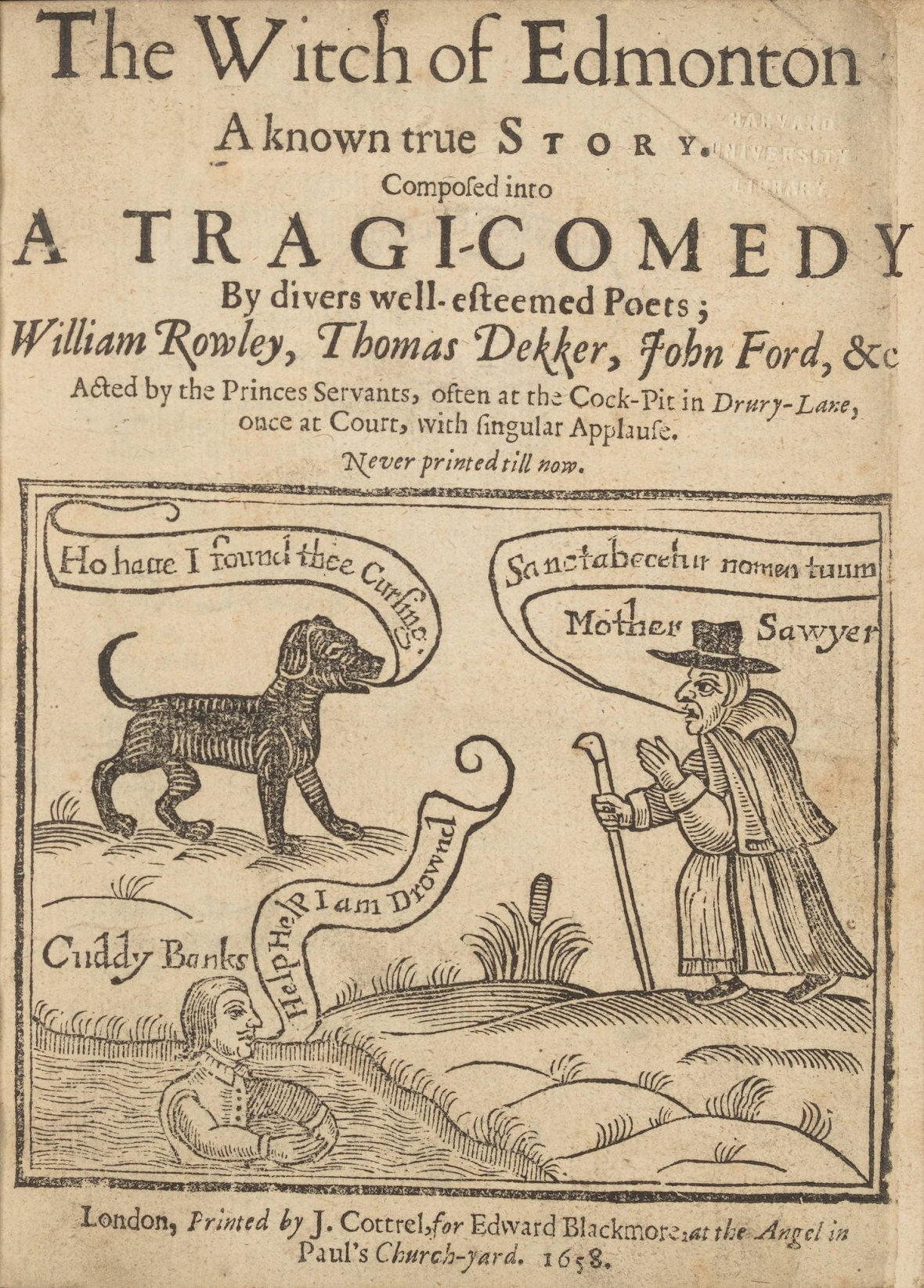
The Witch of Edmonton, 1658

### Théâtre
- The Shoemaker's Holiday (Le Jour de fête du cordonnier), 1599.
- Old Fortunatus (Le Vieux Fortunatus), 1600.
- Satiromastix, 1601, satire contre Ben Jonson dans le cadre de la « guerre des théâtres ».
- The Honest Whore (La Courtisane honnête), 1604, avec Middleton.
- Westward Ho, 1607, avec Webster.
- Northward Ho, 1607, avec Webster.
- The Family of Love, 1608, avec Middleton.
- The Roaring Girl, 1611, avec Middleton.
- Match Me in London, 1611.
- The Witch of Edmonton (La Sorcière d'Edmonton), 1621, avec Ford.
- The Virgin Martyr (La Vierge martyre), 1622, avec Massinger.
- The Noble Spanish Soldier, 1622.
- The Sun's Darling, 1624, avec Ford.

### Pamphlets de peste
- The Wonderful Year, 1603.
- Newes from Graves-end : sent to nobodie, 1604.
- A Meeting of Gallants at an Ordinarie, 1604.
- Seven Deadly Sinnes, 1606.
- Rod for Run-awaies, 1625.
- London Looks Back, 1630.
- The Black Rod and the White Rod, 1630.